# 久米 (那霸市)
26°13′03″N 127°40′33″E / 26.21744°N 127.675831°E
久米（日语：／ Kume）是日本沖繩縣那霸市中部的地名，其中被分為1丁目、2丁目，郵便番號為900-0033。歷史上，久米曾存在一個由漢人建立的村落久米村。

## 歷史
1372年，琉球國中山王察度向明朝朝貢。為了方便貢使往來，另一方面也為了防備倭寇，明洪武帝派遣福建舟工三十六姓赴琉球定居，這些移民被稱為閩人三十六姓。閩人三十六姓至琉球後，在那霸港附近久米一帶的浮島上建立了一個自己獨立的村落。這個村落俗稱久米村；其正式稱呼最早為唐營，1650年改稱唐榮。
久米村的居民為華人後裔或者精通漢語而奉旨入籍的琉球人。他們非常重視教育，其漢語水平非常高，在琉球國對明朝的交往中扮演著重要角色。接待冊封船和對明貿易的人多為久米士族。根據李鼎元的《使琉球記》記載，因為久米人精通漢文，所以在琉球社會中的地位較高。久米士族同首里士族、那霸士族、泊士族一起，同為琉球四大士族集團。首里士族長期壟斷王府高官的職位，久米士族則長期壟斷着四個官生的名額。有些久米村士族因精通漢語和儒學被召入宮中，成為國王或王子的教師。
1718年，程順則在久米村建立了明倫堂，提高了久米村人的教育程度，為琉球國的儒學教育奠定了基礎。1798年，尚溫王在王府北建立國學以後，久米人壟斷官生名額的地位才開始鬆動。
在政治立場上，久米人有傾華的傾向。1609年薩摩入侵琉球之際，久米村出身的三司官鄭迵主張強硬地對抗薩摩侵略。1609年至1868年，琉球國成為了薩摩藩的附庸國期間，久米村內禁止傳播日本文化。久米人拒絕穿和服，禁止說日語。1644年清兵入關後，久米人堅持穿漢服、戴網巾，拒絕剃髮易服；1650年，為了維持對清朝的朝貢貿易，他們奉旨改穿琉裝。
1879年，琉球被日本滅掉，改為沖繩縣。久米村人被劃歸外交官類，因此大多未能受到沖繩縣廳的照顧。久米村人多為支持清朝的人士，因此，久米村成為了中城御殿之外親清派士族的另一大反對日本統治的中心。但是清朝於1895年甲午戰爭中戰敗，許多支持清朝的久米人選擇流亡清朝。而其餘之人則逐漸融入了琉球人之中，從事漁業、農耕等行業。從此以後，久米村開始走向衰落。
1992年，為了紀念福建與琉球的特殊歷史因緣，福州市協助那霸市政府在久米村原址上建立了一座庭園，命名為福州園。

## 腳註
1. http://ryukyu-lang.lib.u-ryukyu.ac.jp/srnh/details.php?ID=SN50577